# Hendrik Duiker
Hendrik Duiker (Assen, 2 oktober 1905 – Leiden, 3 juni 1967) was een Nederlands politicus van de CHU.
Hij werd geboren als zoon van Johannes Magchiel Duiker (1879-1959; letterzetter) en Catharina Johanna Smit (1882-1953). Hij ging in Hilversum naar de hbs en was vanaf 1923 volontair bij de gemeentesecretarie van Maartensdijk. Eind 1924 werd hij benoemd tot ambtenaar ter secretarie in Hilversum en een half jaar later ging hij in dezelfde functie werken bij de gemeente Maartensdijk. Daarnaast was hij actief bij een lokale en regionale Christelijk-Historische Jongerengroep. Duiker was adjunct-commies bij de gemeente Maartensdijk voor hij in november 1938 benoemd werd tot burgemeester van Hendrik-Ido-Ambacht. In 1950 werd hij de burgemeester van Pijnacker en vanaf mei 1956 was hij de burgemeester van Katwijk. Rond mei 1966 ging hij met ziekteverlof waarna hij terugkeerde in zijn functie van burgemeester. Later had Duiker toch weer gezondheidsproblemen en in 1967 overleed hij na een hersenbloeding in het Diaconessenhuis in Leiden.